# Рыба-жаба
Рыба-жаба (лат. Opsanus tau) — вид рыб семейства батраховых, или рыб-жаб (Batrachoididae) отряда батрахообразных (Batrachoidiformes).
Встречается в западной части Атлантического океана от полуострова Кейп-Код до Флориды на илистом или песчаном дне, иногда зарываясь в него по самые глаза.
Охотится на мелкую рыбу, крабов, моллюсков, червей, неподвижно подстерегая добычу.
Голова большая, приплюснутая, с большим ртом. Максимальная длина тела 43,2 см, масса — до 2,2 кг.
Обладает ядовитыми шипами и представляет опасность для купальщиков.
Способна издавать звуки, имеющие характер скрежета, хриплого ворчания или гудка. Звуки издаются для предупреждения о том, что данный участок дна занят. Непосредственно вблизи рыбы эти гудки иногда имеют силу свыше 100 децибел, достигая болезненной для уха интенсивности.
В 1998 году НАСА отправило рыбу-жабу в космос для изучения влияния микрогравитации на развитие отолитических органов.